# Yugo Tatsuta
Yugo Tatsuta (立田 悠悟, Tatsuta Yugo, Shizuoka, 21 juni 1998) is een Japans voetballer die als verdediger speelt bij Shimizu S-Pulse.

## Clubcarrière
Tatsuta begon zijn carrière in 201 bij Shimizu S-Pulse.

## Interlandcarrière
Tatsuta maakte op 20 juni 2019 zijn debuut in het Japans voetbalelftal tijdens een Copa América 2019 tegen Uruguay.

## Statistieken
| Japans voetbalelftal | Japans voetbalelftal | Japans voetbalelftal |
| Jaar                 | Wed.                 | Dlp.                 |
| -------------------- | -------------------- | -------------------- |
| 2019                 | 1                    | 0                    |
| Totaal               | 1                    | 0                    |